# Ambrožič
Ambrožič je 175. najbolj pogost priimek v Sloveniji, ki ga je po podatkih Statističnega urada Republike Slovenije na dan 31. decembra 2007 uporabljalo 984 oseb.

## Znani nosilci priimka
- Aleš Ambrožič, zdravnik
- Alojzij Ambrožič (1930–2011), nadškof in kardinal v Kanadi (Toronto)
- Bernard Ambrožič (1892–1973), duhovnik, pisatelj in izseljenski pastoralni delavec
- Bine Ambrožič, kipar, konservator
- Bogdan Ambrožič, zdravnik ortoped, kirurg
- Bojan Ambrožič, fizik?, geolog, amaterski astronom, bloger (Nanocenter)
- Borut Ambrožič (*1970), pravnik, politik, gerontolog itd.
- Franc Ambrožič (1895–1981), zdravnik
- Franci Ambrožič (1937–2013), baletni plesalec in pedagog
- Franci Ambrožič (1952–2003), kineziolog, statistik
- Gabrijel Ambrožič (*1950), tehnični delegat Mednarodne atletske zveze - maratoni
- Gal Ambrožič, igralec
- Irena Zupan Ambrožič (*1955), zlatarka, oblikovalka nakita
- Jana Ambrožič (*1960), prevajalka
- Janez Ambrožič (*1939), duhovnik (mdr. na Bledu), monsinjor, dr. teologije
- Jozafat (Janez) Ambrožič (1903–1970), redovnik, korni škof (Egipt in Sveta dežela)
- Jože Ambrožič (1884–1923), kemik, pisatelj (pripovednik) v ZDA
- Jožef Ambrožič (1737–?), organist, skladatelj
- Lado Ambrožič - Novljan (1908–2004), partizanski poveljnik, generalmajor letalstva in vojni zgodovinar
- Lado Ambrožič (*1948), novinar, televizijski urednik in voditelj
- Manica Janežič Ambrožič (*1973), novinarka, TV-voditeljica
- Mara Ambrožič Verderber, strokovnjakinja s področja politik kulture in sodobne umetnosti, galeristka
- Marija Ambrožič Počkar (1923–2003), razvojna ekonomistka
- Marija Ambrožič-Bravničar (1936–2000), arhivistka INZ...
- Matija Ambrožič (1889–1966), zdravnik pediater, zdravstveni organizator, profesor
- Matjaž Ambrožič (*1967), duhovnik, zvonoslovec, organolog, cerkveni zgodovinar, prof. TEOF
- Matjaž Ambrožič (*1969), popularnoglasbeni novinar, urednik
- Melita Ambrožič (*1956), bibliotekarka, dr. informacijskih znanosti
- Mihael Ambrožič (1846–1904), čebelar
- Miroslav Ambrožič (1885–1944), tiskar, telovadec in organizator slovenskega sokolstva
- Neža Ambrožič (*1992), literatka
- Nika Ambrožič Urbas, modna oblikovalka
- Rok Ambrožič  (*1988), kemik, raziskovalec
- Roman Ambrožič (*1973), športnik veslač
- Tomaž Ambrožič (*1962), geodet in montanist (FGG) (drug=strokovnjak za trženje v športu)
- Vanja Ambrožič (*1961), elektrotehnik, univ. prof.
- Venceslav Ambrožič (1937–2011), strojnik, gospodarstvenik
- Vid Ambrožič (1890–1961), pesnik, kronist
- Vinko "Cena" Ambrožič (1883–1974), zborovodja, kulturnik (Jesenice)